# Simca Chambord
Pour les articles homonymes, voir Chambord.
La Chambord est une automobile Simca produite en France de 1958 à 1961 et au Brésil jusqu'en 1966, modèle haut de gamme de la série Simca Vedette.

## Historique
La Vedette Chambord est la dernière automobile Simca à être équipée d'un moteur V8 à soupapes latérales, comme sur la précédente Régence de 2 351 cm3 mais, cette fois, développant 84 ch SAE. Les derniers exemplaires (en ce qui concerne la production française) sont écoulés en 1962.
Conformément à une mode de l'époque, sa peinture est bicolore, délimitée par des baguettes chromées. Plusieurs associations de couleurs sont proposées. La Beaulieu, un cran en-dessous dans la gamme française, avait aussi une peinture bicolore, mais avec une découpe plus simple, tandis qu'au-dessus dans la gamme, la Présidence était unicolore, mais se distinguait par la roue de secours dans un boitier extérieur à l'arrière du coffre, à la manière du kit continental des voitures américaines.      
À partir de 1959, la Chambord pouvait être livrée, en option, équipée d'un overdrive nommé « Rush-Matic », à commande électrique par un petit clavier ajouté au tableau de bord, qui produisait une seconde et une troisième vitesse allongées. On disposait donc en pratique de cinq rapports, pour un bien meilleur étagement des vitesses : la seconde longue comblait le trou entre seconde et troisième, et la troisième allongée convenait aux longues distances sur autoroute.

## La variante brésilienne
De 1962 à 1966, la Chambord, ainsi que la Marly, sont aussi produites au Brésil, la version break de la Chambord sous le nom de Jangada et la Présidence sous le nom de Presidente. 
En 1963, la Chambord est dotée d'une boîte synchronisée et une version dépouillée est produite sous le nom de Alvorada, d´après le nom du Palais Présidentiel du Brésil. En 1964, le toit est modifié sur la Tufão. En 1966, l'Hemisul est introduite avec un moteur à culasse à chambres hémisphériques et soupapes en tête. En 1967, les parties avant et arrière de la carrosserie sont modifiées jusqu'à la fin de la production en 1969.
Malgré sa belle apparence, la clientèle brésilienne de l'époque aimait beaucoup les voitures américaines, les performances de la Chambord première version ont été fortement compromises par le moteur Aquilon, le vieux moteur V8 Ford à soupapes dans le bloc, hérité de Ford SAF (Ford France) qui avait été abandonné depuis fort longtemps par Ford USA, ce qui lui a valu le surnom de " O Belo Antônio " (beau, mais impuissant). Simca a acquis une réputation de mauvaise qualité qu'elle n'a jamais pu résoudre. En 1964, la Chambord brésilienne voit sa carrosserie redessinée et reçoit le moteur Tufão de 100 ch. Au total, 42.910 exemplaires de la Simca Chambord ont été fabriqués au Brésil entre mars 1959 et novembre 1966.
Au Salon de l'Automobile de Rio en novembre 1966, Simca présente la remplaçante de la Chambord, la Simca Esplanada, modèle étroitement dérivé de la Chambord, dotée d'une carrosserie plus moderne. Sur les modèles fabriqués à partir d'août 1967, une petite plaque a été ajoutée à l'arrière des véhicules, indiquant « Fabricado pela Chrysler ». Comme pour Simca en France, le constructeur américain Chrysler avait aussi racheté Simca do Brasil au cours du second semestre 1966. La fabrication de la Chrysler Esplanade s'est arrêtée en 1969, remplacée par la Dodge Dart.

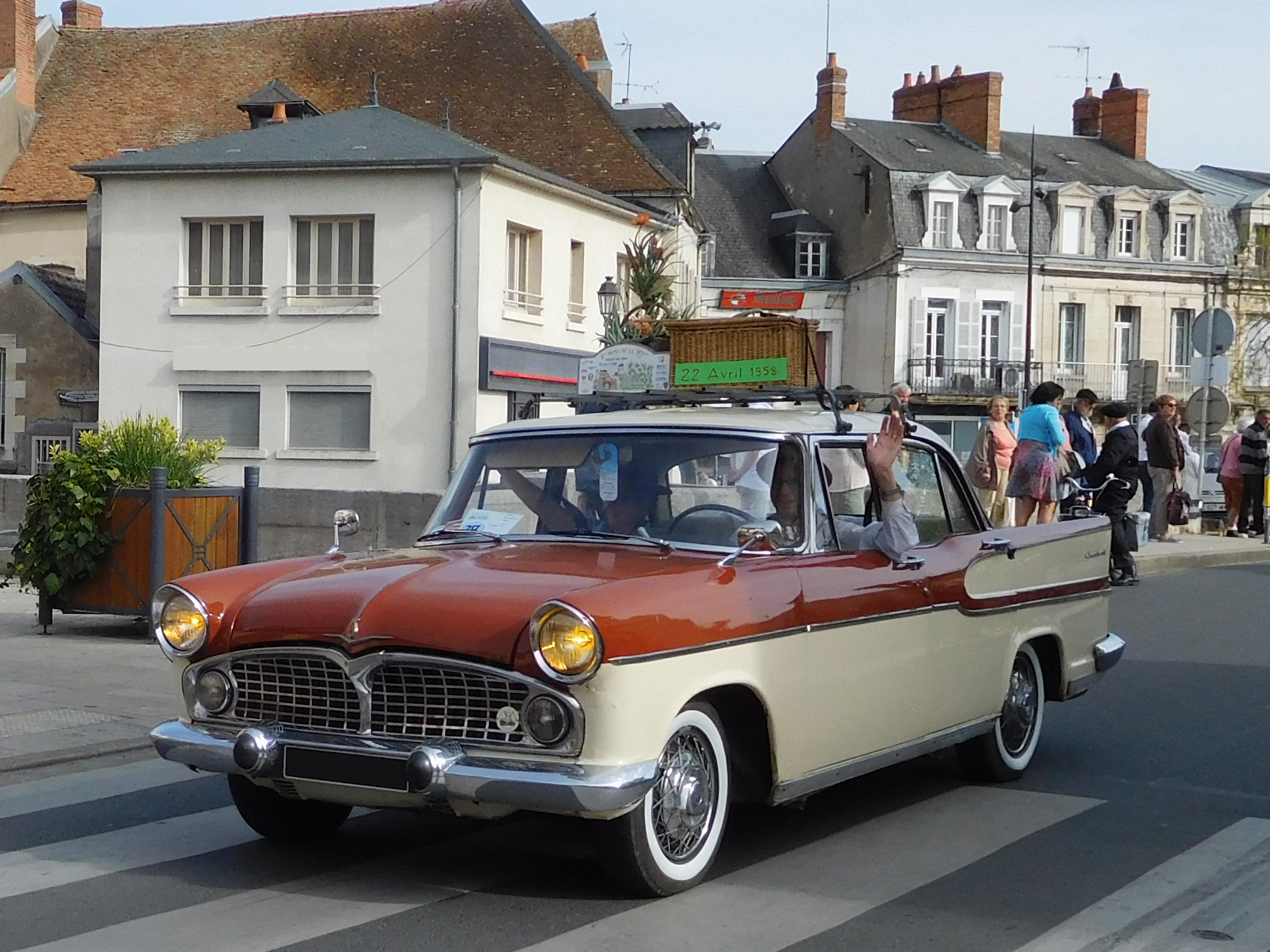
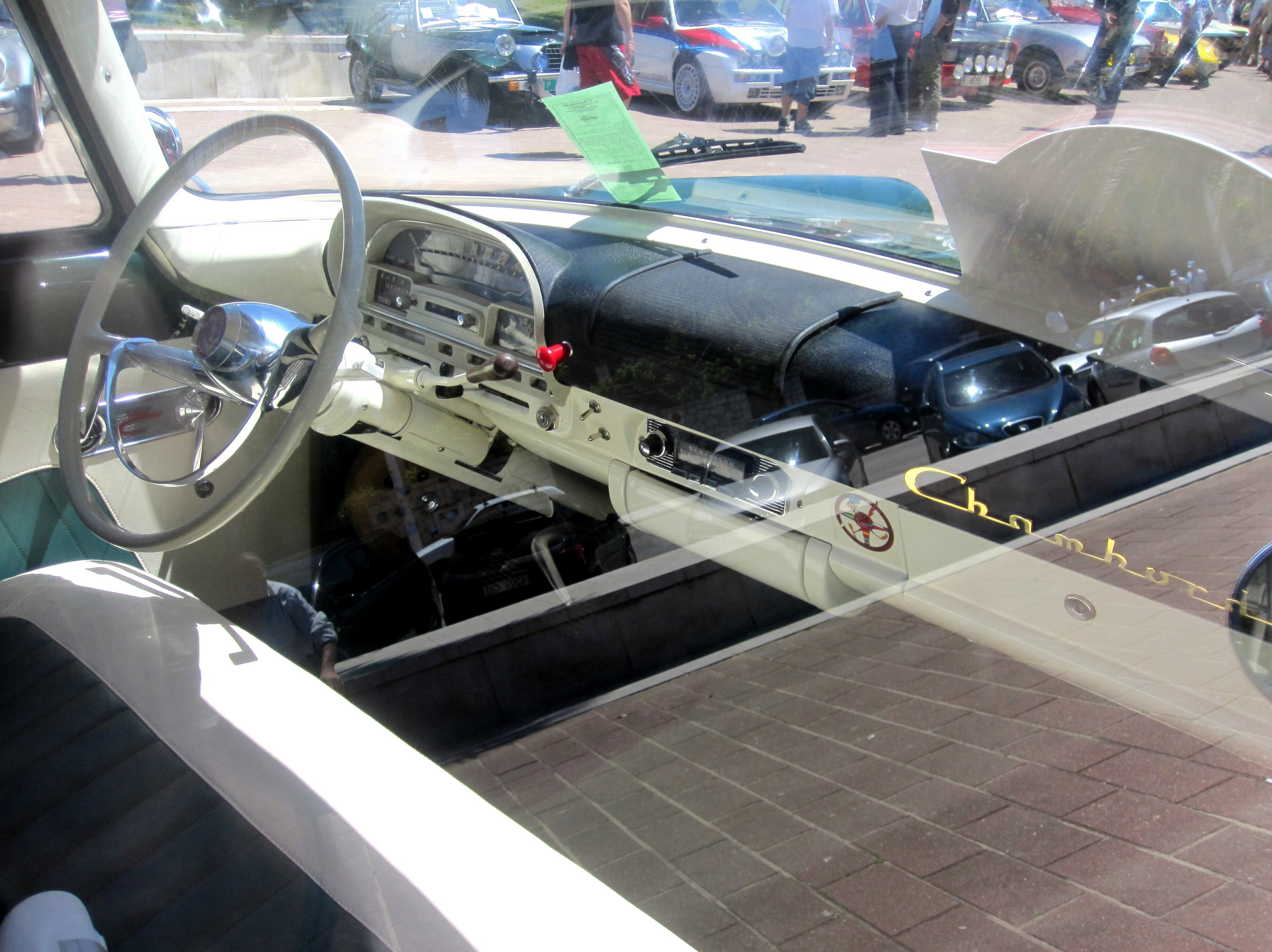
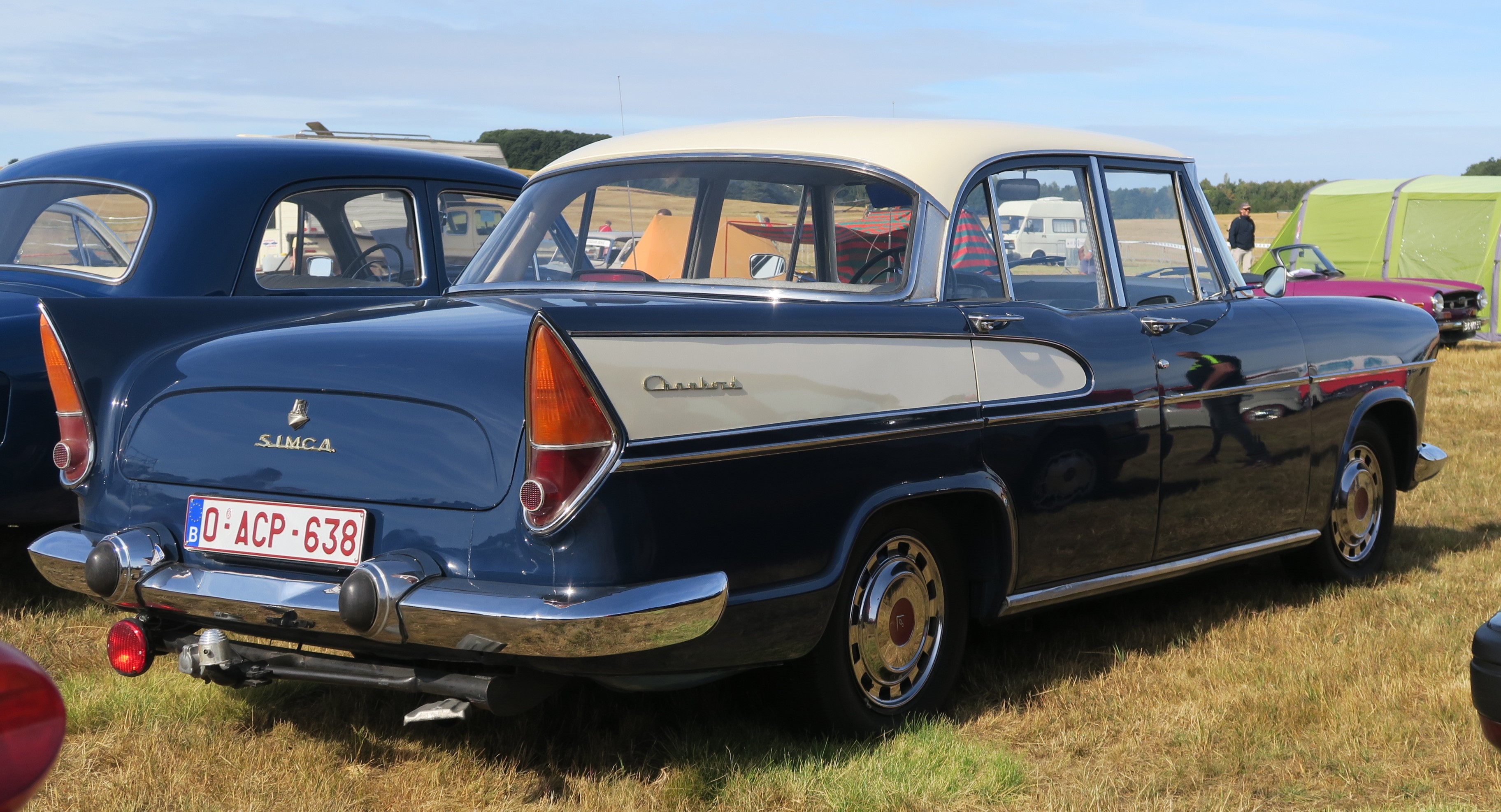

## Sources
1. ↑  Rush-Matic sur Simca Chambord